# Saint-Mars-de-Coutais
Pour les articles homonymes, voir Saint-Mars.
Saint-Mars-de-Coutais [sɛ̃.maʁ.də.kutɛ]  est une commune de l'Ouest de la France, située dans le département de la Loire-Atlantique, en région Pays de la Loire.
Ses habitants s'appellent les Saint-Marins et les Saint-Marines.
Saint-Mars-de-Coutais comptait 2 617 habitants au recensement de 2014.

## Géographie

Situation de la commune de Saint-Mars-de-Coutais dans le département de la Loire-Atlantique

La commune fait partie de la Bretagne historique, dans le pays traditionnel du pays de Retz et dans le pays historique du Pays nantais.
La commune de Saint-Mars-de-Coutais est située à l'ouest du lac de Grand-Lieu, à une vingtaine de kilomètres au sud-ouest de Nantes.
|                                 | Saint-Léger-les-Vignes, Bouaye |                                                       |
| Port-Saint-Père, Sainte-Pazanne | Saint-Mars-de-Coutais          | Saint-Philbert-de-Grand-Lieu, Saint-Lumine-de-Coutais |
|                                 | Machecoul-Saint-Même           |                                                       |

### Climat
Pour des articles plus généraux, voir Climat des Pays de la Loire et Climat de la Loire-Atlantique.
En 2010, le climat de la commune est de type climat océanique franc, selon une étude du CNRS s'appuyant sur une série de données couvrant la période 1971-2000. En 2020, Météo-France publie une typologie des climats de la France métropolitaine dans laquelle la commune est exposée à un climat océanique et est dans la région climatique  Bretagne orientale et méridionale, Pays nantais, Vendée, caractérisée par une faible pluviométrie en été et une bonne insolation. 
Pour la période 1971-2000, la température annuelle moyenne est de 12,3 °C, avec une amplitude thermique annuelle de 13,3 °C. Le cumul annuel moyen de précipitations est de 794 mm, avec 12,2 jours de précipitations en janvier et 6,3 jours en juillet. Pour la période 1991-2020, la température moyenne annuelle observée sur la station météorologique de Météo-France la plus proche, « Nantes-Bouguenais », sur la commune de Bouguenais à 11 km à vol d'oiseau, est de 12,7 °C et le cumul annuel moyen de précipitations est de 819,5 mm,. Pour l'avenir, les paramètres climatiques de la commune estimés pour 2050 selon différents scénarios d'émission de gaz à effet de serre sont consultables sur un site dédié publié par Météo-France en novembre 2022.

## Urbanisme

### Typologie
Au 1er janvier 2024, Saint-Mars-de-Coutais est catégorisée bourg rural, selon la nouvelle grille communale de densité à sept niveaux définie par l'Insee en 2022.
Elle est située hors unité urbaine. Par ailleurs la commune fait partie de l'aire d'attraction de Nantes, dont elle est une commune de la couronne,. Cette aire, qui regroupe 116 communes, est catégorisée dans les aires de 700 000 habitants ou plus (hors Paris),.
La commune, bordée par un plan d’eau intérieur d’une superficie supérieure à 1 000 hectares, le lac de Grand-Lieu, est également une commune littorale au sens de la loi du 3 janvier 1986, dite loi littoral. Des dispositions spécifiques d’urbanisme s’y appliquent dès lors afin de préserver les espaces naturels, les sites, les paysages et l’équilibre écologique du littoral, tel le principe d'inconstructibilité, en dehors des espaces urbanisés, sur la bande littorale des 100 mètres, ou plus si le plan local d’urbanisme le prévoit.

### Occupation des sols
L'occupation des sols de la commune, telle qu'elle ressort de la base de données européenne d’occupation biophysique des sols Corine Land Cover (CLC), est marquée par l'importance des territoires agricoles (85,8 % en 2018), en diminution par rapport à 1990 (95,2 %). La répartition détaillée en 2018 est la suivante : 
zones agricoles hétérogènes (30,6 %), terres arables (29,8 %), prairies (19,3 %), zones humides intérieures (10,5 %), cultures permanentes (6,2 %), zones urbanisées (2,6 %), forêts (1 %). L'évolution de l’occupation des sols de la commune et de ses infrastructures peut être observée sur les différentes représentations cartographiques du territoire : la carte de Cassini (XVIIIe siècle), la carte d'état-major (1820-1866) et les cartes ou photos aériennes de l'IGN pour la période actuelle (1950 à aujourd'hui).

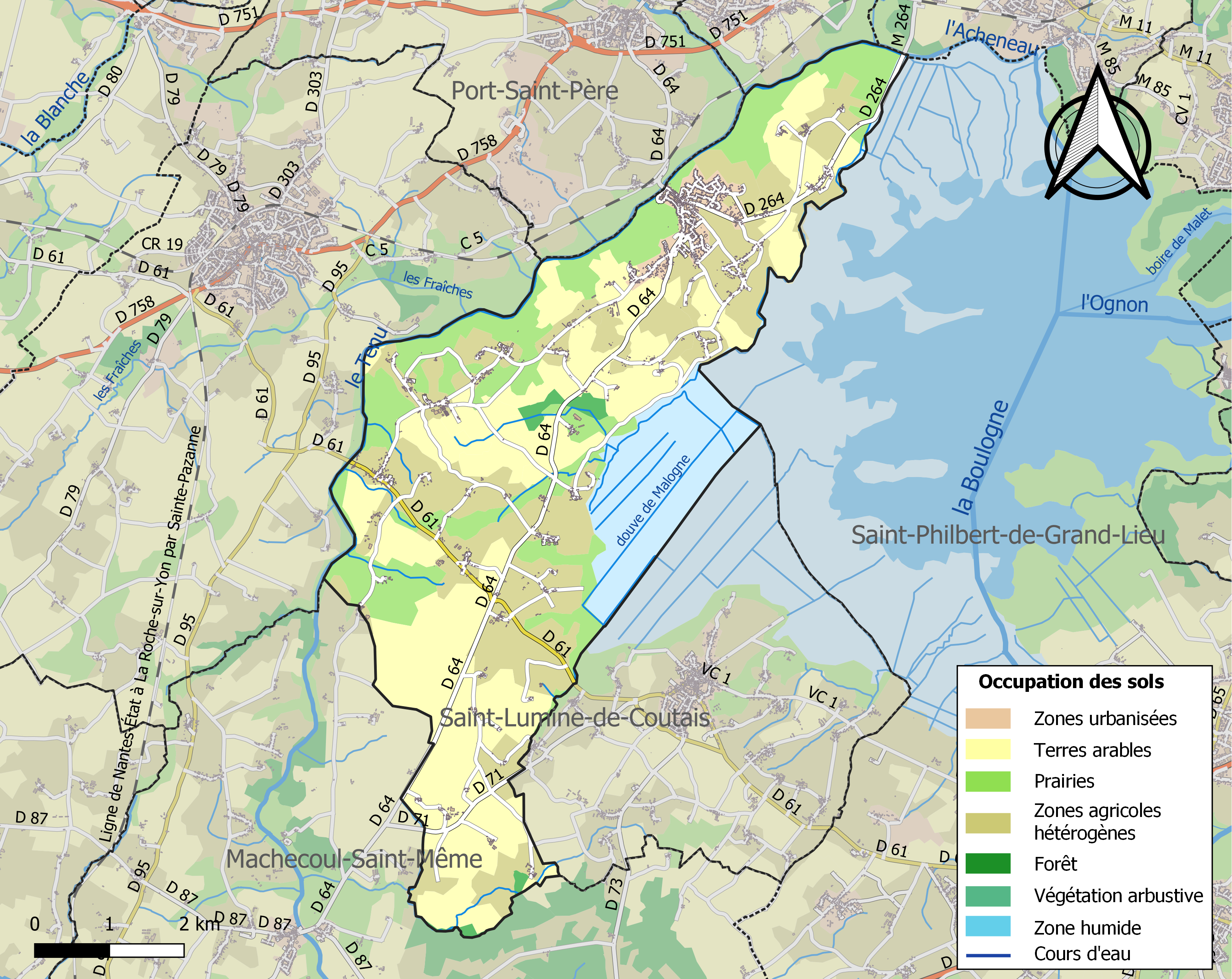
Carte des infrastructures et de l'occupation des sols de la commune en 2018 (CLC).

## Toponymie
Le nom de Saint-Mars-de-Coutais est attesté sous la forme latinisée Sanctus Medardus et Sanctus Medardus de Cotex en  1150.
Saint Médard est le patron de la paroisse. Un texte du milieu du XIIe siècle fait référence à un homme, probablement un noble, dont le nom est noté Willelmus de Sancto Menardo de Cotex.
Selon certains toponymistes, le déterminant complémentaire Coutais est un dérivé du mot latin costa « coteau, côte »  ou de l'ancien breton coat « bois ».
Saint-Mars-de-Coutais se trouve dans la zone de transition linguistique entre gallo et poitevin. En gallo, le nom de la commune peut s'écrire Saint Mâr ou Saint-Mars selon l'écriture ABCD ou encore Sint Mârr selon l'écriture MOGA. En gallo comme en poitevin, le nom se prononce [sɛ̃maʁ] ou [sɛ̃mɑʁ] .
En breton, elle a été dénommée au vingtième siècle Sant-Marzh-ar-C'hoad par l'Office de la Langue Bretonne.

## Histoire
Le manoir de Saint-Mars est un édifice du XVe siècle qui s'élève le long de la rivière du Tenu et qui permettait de surveiller le trafic fluvial.
Lors des Guerres de Vendée, Saint-Mars-de-Coutais, comme tout le reste du pays de Retz, prit parti pour l'insurrection vendéenne. Un hobereau local, Pierre-Suzanne Lucas de La Championnière, propriétaire du manoir des Couetis, fut un compagnon du chef Charette et un mémorialiste de l'insurrection vendéenne. Après s'être un temps réfugiés dans la ferme de la Basse-Cour, en Saint-Mars-de-Coutais, son père, sa mère et ses deux sœurs rejoignirent la Grande armée catholique et royale en Anjou ; tous quatre succombèrent au cours de la Virée de Galerne.

## Héraldique
| Blason | Blasonnement : D'argent à la croix de sable chargée de cinq coquilles d'or. Commentaires : Armes de la famille de Croisil. Blason conçu par M. de Maupeou d'Ableiges, dessiné par Georges Brisson (délibération municipale du 6 avril 1972), enregistré le 12 novembre 1970. |

## Population et société

### Démographie
Selon le classement établi par l'Insee, Saint-Mars-de-Coutais fait partie de l'aire urbaine, de la zone d'emploi et du bassin de vie de Nantes. Elle n'est intégrée dans aucune unité urbaine. Toujours selon l'Insee, en 2010, la répartition de la population sur le territoire de la commune était considérée comme « peu dense » : 90 % des habitants résidaient dans des zones « peu denses »  et 10 % dans des zones « très peu denses ».

#### Évolution démographique
Les données concernant 1793 sont perdues.
L'évolution du nombre d'habitants est connue à travers les recensements de la population effectués dans la commune depuis 1800. Pour les communes de moins de 10 000 habitants, une enquête de recensement portant sur toute la population est réalisée tous les cinq ans, les populations de référence des années intermédiaires étant quant à elles estimées par interpolation ou extrapolation. Pour la commune, le premier recensement exhaustif entrant dans le cadre du nouveau dispositif a été réalisé en 2004.

En 2022, la commune comptait 2 644 habitants, en évolution de +0,53 % par rapport à 2016 (Loire-Atlantique : +6,68 %, France hors Mayotte : +2,11 %).
| 1800 | 1806  | 1821  | 1831  | 1836  | 1841  | 1846  | 1851  | 1856  |
| ---- | ----- | ----- | ----- | ----- | ----- | ----- | ----- | ----- |
| 949  | 1 266 | 1 500 | 1 564 | 1 425 | 1 413 | 1 488 | 1 493 | 1 497 |

| 1861  | 1866  | 1872  | 1876  | 1881  | 1886  | 1891  | 1896  | 1901  |
| ----- | ----- | ----- | ----- | ----- | ----- | ----- | ----- | ----- |
| 1 529 | 1 514 | 1 534 | 1 625 | 1 575 | 1 648 | 1 665 | 1 655 | 1 677 |

| 1906  | 1911  | 1921  | 1926  | 1931  | 1936  | 1946  | 1954  | 1962  |
| ----- | ----- | ----- | ----- | ----- | ----- | ----- | ----- | ----- |
| 1 591 | 1 568 | 1 389 | 1 320 | 1 204 | 1 212 | 1 145 | 1 216 | 1 235 |

| 1968  | 1975  | 1982  | 1990  | 1999  | 2004  | 2006  | 2009  | 2014  |
| ----- | ----- | ----- | ----- | ----- | ----- | ----- | ----- | ----- |
| 1 231 | 1 266 | 1 518 | 1 744 | 1 859 | 2 267 | 2 404 | 2 489 | 2 617 |

| 2019  | 2022  | - | - | - | - | - | - | - |
| ----- | ----- | - | - | - | - | - | - | - |
| 2 571 | 2 644 | - | - | - | - | - | - | - |

#### Pyramide des âges
La population de la commune est relativement jeune.
En 2018, le taux de personnes d'un âge inférieur à 30 ans s'élève à 34,3 %, soit en dessous de la moyenne départementale (37,3 %). À l'inverse, le taux de personnes d'âge supérieur à 60 ans est de 22,7 % la même année, alors qu'il est de 23,8 % au niveau départemental.
En 2018, la commune comptait 1 285 hommes pour 1 306 femmes, soit un taux de 50,41 % de femmes, légèrement inférieur au taux départemental (51,42 %).
Les pyramides des âges de la commune et du département s'établissent comme suit.
| Hommes | Classe d’âge | Femmes |
| ------ | ------------ | ------ |
| 0,5    | 90 ou +      | 1,9    |
| 4,5    | 75-89 ans    | 7,3    |
| 15,6   | 60-74 ans    | 15,4   |
| 23,4   | 45-59 ans    | 22,1   |
| 19,8   | 30-44 ans    | 20,9   |
| 14,1   | 15-29 ans    | 13,4   |
| 22,0   | 0-14 ans     | 18,9   |

| Hommes | Classe d’âge | Femmes |
| ------ | ------------ | ------ |
| 0,6    | 90 ou +      | 1,8    |
| 6      | 75-89 ans    | 8,6    |
| 15,1   | 60-74 ans    | 16,4   |
| 19,4   | 45-59 ans    | 18,8   |
| 20,1   | 30-44 ans    | 19,3   |
| 19,2   | 15-29 ans    | 17,4   |
| 19,5   | 0-14 ans     | 17,6   |

## Lieux et monuments
- Le Château de Saint-Mars-de-Coutais, un monument historique.
- Le Port Faissant, lieu de passage sur la rivière du Tenu, entre Sainte-Pazanne et Saint-Mars-de-Coutais :

Dès le Moyen Âge, les moines y établissent un bac.
Devient un lieu stratégique au XIXe siècle, avec la construction d'un pont (sous le Second Empire exactement) par les deux communes.
Le port est ensuite réaménagé par la famille Écomard qui y construit des entrepôts pour leurs activités agricoles et commerciales, sur leur propriété, côté Saint-Mars-de-Coutais.
- La Vanerie, ferme de 50 hectares dépendant du château de la Durracerie de Sainte-Pazanne : elle fut achetée par la famille Écomard de Sainte-Pazanne au XIXe siècle. Elle appartient toujours aux descendants des Ecomard.

## Personnalités liées à la commune
- Pierre-Philippe Giraudeau (1850-1941), missionnaire au Tibet